# (6467) Prilepina
(6467) Prilepina (1979 TS2) – planetoida z pasa głównego asteroid okrążająca Słońce w ciągu 4,33 lat w średniej odległości 2,65 j.a. Odkryta 14 października 1979 roku.